# Malé Ripňany
Malé Ripňany (Hongaars: Kisrépény) is een Slowaakse gemeente in de regio Nitra, en maakt deel uit van het district Topoľčany.
Malé Ripňany telt 552 inwoners.